# Placówka Straży Granicznej w Dołhobyczowie
Placówka Straży Granicznej w Dołhobyczowie – graniczna jednostka organizacyjna Straży Granicznej realizująca zadania w ochronie granicy państwowej z Ukrainą.

## Formowanie i zmiany organizacyjne
Placówka Straży Granicznej w Dołhobyczowie (PSG w Dołhobyczowie) z siedzibą w Dołhobyczowie, została powołana 24 sierpnia 2005 roku Ustawą z 22 kwietnia 2005 roku O zmianie ustawy o Straży Granicznej..., w strukturach Nadbużańskiego Oddziału Straży Granicznej w Chełmie z przemianowania dotychczas funkcjonującej Strażnicy Straży Granicznej w Dołhobyczowie (Strażnica SG w Dołhobyczowie). Znacznie rozszerzono także uprawnienia komendantów, m.in. w zakresie działań podejmowanych wobec cudzoziemców przebywających na terytorium RP.
Z końcem 2005 roku odeszli ze służby ostatni funkcjonariusze służby kandydackiej. Było to możliwe dzięki intensywnie realizowanemu programowi uzawodowienia, w ramach którego w latach 2001–2006 przyjęto do NOSG 1280 funkcjonariuszy służby przygotowawczej.
W 2007 roku zakończono rozbudowę placówki. W ramach rozbudowy wykonano nowy budynek placówki, budynek garażowo-techniczny, drogi i ogrodzenia.
Na dzień 31 grudnia 2010 roku w placówce służbę pełniło 39 funkcjonariuszy.

## Ochrona granicy
PSG w Dołhobyczowie ochrania wyłącznie lądowy odcinek granicy państwowej z Ukrainą o długości 15 790 m, do miejsca gdzie rzeka Bug wpływa na teren Polski. Na całym odcinku utrzymywany jest orny pas kontrolny, wyjątek stanowią miejsca bagniste i mocno zakrzaczone.
Do ochrony powierzonego odcinka granicy państwowej placówka wykorzystuje wieżę obserwacyjną w miejscowości Liwcze z lokalnym ośrodkiem nadzoru w placówce SG w Dołhobyczowie. Wieża Obserwacyjna Straży Granicznej (SWO SG) została oddana do użytku 16 grudnia 2009 roku.
W lutym 2019 roku placówka otrzymała na wyposażenie do ochrony granicy specjalistyczny pojazd obserwacyjny tzw. PJN.

### Podległe przejście graniczne
Stan z 1 września 2021
- Dołhobyczów-Uhrynów (drogowe) (od 26.06.2014[1]).

### Terytorialny zasięg działania
Stan z 1 września 2021
- Od znaku granicznego nr 766 do znaku granicznego nr 820.
- Linia rozgraniczenia z:

1. Placówką Straży Granicznej w Kryłowie: włącznie znak graniczny nr 820, wyłącznie Gołębie, granicą gmin Mircze i Dołhobyczów, Smoligów, Łasków, Marysin, wyłącznie Borsuk, wyłącznie Miętkie, wyłącznie Miętkie-Kolonia, dalej granicą gmin Werbkowice i Mircze, Werbkowice i Tyszowce.
2. Placówką Straży Granicznej w Chłopiatynie: wyłącznie znak graniczny nr 766 dalej wyłącznie Liwcze, Kościaszyn, dalej granicą gmin Dołhobyczów i Telatyn, Mircze i Telatyn, Mircze i Łaszczów, Tyszowce i Łaszczów.
3. Placówką Straży Granicznej w Lubyczy Królewskiej: granicą gmin Tyszowce i Rachanie.
4. Placówką Straży Granicznej w Lublinie: granicą gmin Tyszowce i Komarów Osada.
5. Placówką Straży Granicznej w Hrubieszowie: granicą gmin Miączyn i Tyszowce.

- Poza strefą nadgraniczną z powiatu tomaszowskiego gmina: Tyszowce.

Stan z 30 grudnia 2014
Obszar służbowej działalności Placówki SG w Dołhobyczowie położony był w powiecie hrubieszowskim i obejmował swoim zasięgiem w części gminy Dołhobyczów i Mircze. 
Stan z 1 sierpnia 2011
Placówka SG w Dołhobyczowie ochraniała odcinek granicy państwowej:
- Od znaku granicznego nr 766 do znaku granicznego nr 820.
- Linia rozgraniczenia z:

1. Placówką Straży Granicznej w Kryłowie: włącznie znak graniczny nr 820, wyłącznie Gołębie, granicą gmin Mircze oraz Dołhobyczów, wyłącznie Smoligów, wyłącznie Łasków, wyłącznie Marysin, wyłącznie Borsuk, wyłącznie Mietkie, wyłącznie Bagno Switulicha, wyłącznie Lipowiec.
2. Placówką Straży Granicznej w Chłopiatynie: wyłącznie znak graniczny nr 766, dalej wyłącznie Liwcze, Kościaszyn, dalej granicą gmin Dołhobyczów i Mircze oraz Telatyn i Łaszczów.

- Poza strefą nadgraniczną obejmował z powiatu zamojskiego gminę Komarów Osada, z powiatu tomaszowskiego gmina Tyszowce.

## Wydarzenia
- 2014 – luty, w związku z atakiem zimy i wysokimi opadami śniegu, załoga PSG w Dołhobyczowie realizując swoje czynności służbowe przy użyciu skutera śnieżnego dostarczała odciętym od świata mieszkańcom przygranicznych miejscowości: Żabce, Oszczów, Liski, Wólka Poturzyńska, Nowosiółki, Białystok, Hulcze oraz Setniki artykuły żywnościowe (przez trzy dni rozwieziono prawie tysiąc bochenków chleba) oraz lekarstwa[11].

## Placówki sąsiednie
- Placówka SG w Kryłowie ⇔ Placówka SG w Chłopiatynie – 01.08.2011[10]
- Placówka SG w Kryłowie ⇔ Placówka SG w Chłopiatynie, Placówka SG w Lubyczy Królewskiej, Placówka SG w Lublinie, Placówką SG w Hrubieszowie – 01.09.2021[9].

## Komendanci placówki
- kpt. SG Rafał Wójcik vel Brzozowski (był 11.12.2012[12]–był 10.01.2014[13])
- mjr SG/ppłk SG Andrzej Bielecki[14] (był 13.12.2014[15][16]–16.09.2016)[17]
- mjr SG/ppłk SG Mariusz Kulczyński (od 17.09.2016)[18].